# Арнолд II фон Изенбург
Арнолд II фон Изенбург (на немски: Arnold II von Isenburg; * ок. 1190, замък Браунсберг; † 5 ноември 1259, замък Монтабаур) е от 1242 до 1259 г. архиепископ и курфюрст на Курфюрство Трир.

## Живот
Той е третият син на граф Бруно I фон Изенбург-Браунсберг († 1210) и съпругата му Теодора фон Вид († сл. 1218), дъщеря на граф Дитрих I фон Вид и сестра на Теодерих II фон Вид, архиепископ и курфюрст на Трир от 1212 до 1242 г.
През 1217 г. Арнолд става архидякон и 1228 г. домпропст в Трир. През 1242 г. е избран за курфюрст и архиепископ на Трир, след чичо му Теодерих II фон Вид. Загубилият кандидат Рудолф фон дер Брюке обаче получава iura regalia от крал Конрад IV. Следва кратка гражданска война и Рудолф се отказва. Папа Инокентий IV го признава и на 23 януари 1245 г. войната завършва. Арнолд строи замъци и църкви, окрепява градове в Курфюрство Трир.
Арнолд II фон Изенбург е погребан в катедралата на Трир.